# 마리 앙투아네트 (1938년 영화)
《마리 앙투아네트》(Marie Antoinette)는 미국에서 제작된 W. S. 밴다이크 감독의 1938년 드라마, 멜로/로맨스 영화이다. 노마 시어러 등이 주연으로 출연하였고 헌트 스트롬버그 등이 제작에 참여하였다. 1936년에 사망한 제작자 어빙 솔버그의 마지막 작품이다. 당시 거액인 2백만 달러를 들여 그에 걸맞는 흥행 성적을 거뒀다.

## 줄거리
1769년 합스부르크 제국의 황후의 딸로 태어난 마리 앙투아네트는 프랑스 왕국의 루이 16세와 결혼하고 목걸이 사건 등을 겪는다. 루이필리프 2세에게 왕위를 내려놓고 섭정을 받을 것을 제안 받지만 거절하고 프랑스 혁명을 맞이한다.

## 출연

### 주연
- 노마 시어러 - 마리 앙투아네트 역
- 타이론 파워 - 악셀 폰 페르센 스웨덴 백작(악셀 드 페르상) 역

### 조연
- 존 배리모어 - 루이 15세 역
- 로버트 몰리 - 루이 오귀스트 왕자/루이 16세 역
- 어니타 루이즈 - 마담 드 랑발 역
- 조지프 실드크라우트 - 루이필리프 2세, 오를레앙 공작(Louis-Philippe d'Orléans, 1747 – 1793) 역
- 글래디스 조지 - 잔 베퀴 뒤 바리 백작부인 역
- 헨리 스티븐슨
- 코라 위더스푼
- 바넷 파커
- 레지널드 가디너
- 헨리 대니엘
- 레너드 펜
- 앨버트 데커
- 엘마 크루거 - 마리아 테레지아 역
- 조지프 컬레이아
- 조지 미커 - 막시밀리앵 드 로베스피에르 역
- 스코티 베킷 - 루이 17세 역
- 매릴린 놀든
- 에드 브래디
- 피터 불
- 메이 부시
- 프랭크 캠포
- 레인 챈들러
- 도러시 크리스티
- 해리 코딩
- 세실 커닝햄
- 하워드 다 실바
- 해리 대번포트
- 클레어 두 브레이
- 빌리 엥글
- 엘 퍼거슨
- 배리 피츠제럴드
- 모드 터너 고든
- 그레타 그랜스테드
- 루스 허시
- 빅터 킬리언
- 헨리 콜커
- 듀크 R. 리
- 호레이스 맥마혼
- 헬런 밀러드
- 모로니 올슨
- 라파엘라 오티아노
- 가이 베이츠 포스트
- 버디 로저벨트

## 제작진
- 의상: 에이드리안